# Medar Shtylla
Medar Asllan Shtylla (ur. 28 lutego 1904 we wsi Shtyllë, okręg Korcza, zm. 20 grudnia 1963 w Tiranie) – albański lekarz, pedagog i działacz komunistyczny, minister gospodarki w latach 1944–1946, minister zdrowia w latach 1946-1955.

## Życiorys
Syn Asllana Shtylli. W 1925 ukończył liceum francuskie w Korczy i podjął pracę w zawodzie nauczyciela. W latach 1926–1928 pracował w szkołach powszechnych w Pogradcu, Bilisht i w Korczy. W 1928 uzyskał stypendium rządowe, dzięki któremu mógł wyjechać do Francji. Na uniwersytecie w Tuluzie rozpoczął studia z zakresu weterynarii. Po ich ukończeniu w 1933 powrócił do kraju i podjął pracę w Instytucie Zootechnicznym w Xhafzotajt. W latach 1941–1943, w okresie okupacji włoskiej pracował jako inspektor Urzędu Weterynaryjnego w Durrësie. W 1943 związał się z ruchem komunistycznym. Uczestniczył w kongresie w Përmecie w 1944, gdzie został wybrany do Rady Naczelnego Ruchu Narodowowyzwoleńczego. W pierwszym rządzie komunistycznym w 1944 objął stanowisko ministra gospodarki, które sprawował przez dwa lata. W tym samym roku objął stanowisko ministra zdrowia, które sprawował do 1955. W 1950 został wybrany przewodniczącym Albańskiego Komitetu Pokoju.
Od 1955 zaangażowany w działalność naukową, należał do grona organizatorów pierwszego w Tiranie Wydziału Lekarskiego, który potem wszedł w skład Uniwersytetu Tirańskiego. Był także pierwszym dziekanem nowego wydziału.
Od 1946 zasiadał w Zgromadzeniu Ludowym, pełniąc w latach 1958–1963 funkcję jego przewodniczącego. Zmarł w wyniku ataku serca, którego doznał w czasie obrad parlamentu.
Był członkiem Komunistycznej Partii Albanii, a od 1949 Albańskiej Partii Pracy. Imię Medara Shtylli nosi jedna z ulic w południowej części Tirany, a także stołeczne gimnazjum.